# Trošmarija
Trošmarija is een plaats in de gemeente Ogulin in de Kroatische provincie Karlovac. De plaats telt 130 inwoners (2001).